# Імре Тренчені-Вальдапфель
Імре Тренчені-Вальдапфель (угор. Imre Trencsényi-Waldapfel; 16.06.1908, Будапешт — 03.06.1970, там же) — угорський філолог-класик, історик релігії, антикознавець, перекладач.
Закінчив університет з докторським ступенем з філології (1932).
Професор Будапештського університету, член Угорської АН (1950, член-кореспондент 1949). Лауреат премії Баумгартена (1949), лауреат Державної премії (1970).
Вивчав історію релігії, філософії та епосу. Був фахівцем з давньої міфології, в тому числі міфу про Данаю, міфів Золотого століття, поезії Гесіода, гомеровського епосу про Середню Азію, а також казахського епосу. У своїх дослідженнях з історії він звертався до грецьких, латинських і східних джерел поряд з образотворчим мистецтвом.